# Villard (Górna Sabaudia)
Villard – miejscowość i gmina we Francji, w regionie Owernia-Rodan-Alpy, w departamencie Górna Sabaudia.
Według danych na rok 1990 gminę zamieszkiwało 521 osób, a gęstość zaludnienia wynosiła 70 osób/km² (wśród 2880 gmin regionu Rodan-Alpy Villard plasuje się na 1127. miejscu pod względem liczby ludności, natomiast pod względem powierzchni na miejscu 1325.).